# Freies Netz Süd
Le Freie Netz Süd (FNS) était une organisation Néonazi fondé en remplacement du Fränkische Aktionsfront (F.A.F.) interdit. Il a existé de 2009 jusqu'au 23 juillet 2014 date de l'interdiction. Il s'agissait de la plus grande organisation d'extrême droite de Bavière, axée sur la Franconie, avec environ 20  freien Kameradschaften.
Le parti strasseriste Der III. Weg a été fondée conformément à l'Office fédéral de la protection de la Constitution avec une participation importante d'anciens responsables du NPD et de militants du Freie Netz Süd.

## Origine
Le réseau a vu le jour après l'échec de la tentative de remplacement du conseil d'administration du NPD bavarois, modérément valide, par des "nationaux-socialistes", et s'est opposé ouvertement à la structure du NPD. 
Certains des principaux militants étaient des dirigeants du Fränkische Aktionsfront (FAF) de 2004.